# Franco Bolelli
Pour les articles homonymes, voir Bolelli.
Franco Bolelli (né à Milan le 8 juillet 1950  et mort dans la même ville le 5 octobre 2020) est un philosophe italien. 
Ses influences philosophiques incluent Nietzsche et le taoïsme, ainsi que le jeu de Basket-ball et de Rock 'n' roll.

## Publications
- Tutta la Verita 'sull'Amore, avec Manuela Mantegazza (Sperling & Kupfer, 2015)
- Si Fa Così (ADD, 2013)
- Giocate! (ADD, 2012)
- Viva Tutto! avec Lorenzo Jovanotti Cherubini (ADD, 2010)
- Cartesio non balla, Garzanti, 2007, (ISBN 978-88-11-74068-1)
- Con il cuore e con le palle, Garzanti, 2005, (ISBN 88-11-74052-5)
- Più mondi, BCD editore, 2002, (ISBN 88-8490-133-2)
- Live Castelvecchi, 1997, (ISBN 88-8210-043-X)
- Vota te stesso, Castelvecchi, 1996, (ISBN 88-86232-57-8)
- Come Ibra, Kobe, Bruce Lee, Bolelli, F. (ISBN 978-88-6783-189-0)